# Maurizio Torrini
Maurizio Torrini (Firenze, 19 novembre 1942 – Firenze, 22 maggio 2019) è stato uno storico della filosofia italiano.

## Biografia
Allievo di Eugenio Garin, di cui fu poi per lunghi anni assistente all'Università di Firenze, dal 1980 insegnò Storia della scienza all'Università degli Studi di Napoli Federico II. Dopo la scomparsa di Garin coordinò come redattore e membro del Comitato direttivo la direzione del "Giornale critico della filosofia italiana". Curò numerose edizioni di opere e carteggi relativi a Galileo.

## Opere principali
- Tommaso Cornelio e la ricostruzione della scienza, Napoli, Guida, 1977
- La nuova scienza, Firenze, Le Monnier, 1978
- Dopo Galileo: una polemica scientifica, 1684-1711, Firenze, Olschki, 1979
- Scienziati a Napoli, 1830-1845, prefazione di Giuseppe Galasso, Napoli, CUEN, 1989
- Galileo nel tempo, Firenze, Olschki, 2021